# Calotes irawadi
Calotes irawadi là một loài thằn lằn trong họ Agamidae. Loài này được Zug, Brown, Schulte & Vindum mô tả khoa học đầu tiên năm 2006.